# Vrtule ořechová
Vrtule ořechová (Rhagoletis completa) je invazní moucha, původem ze Severní Ameriky. Její larvy způsobují černání oplodí ořechů, při silném napadení i poškození skořápky a jádra, a předčasný opad ořechů. Ztráty na výnosu činí okolo 50 %.

## Výskyt
Vrtule ořechová pochází ze Severní Ameriky. Po zavlečení do Evropy byla nejprve na přelomu 80. a 90. let 20. století zachycena ve Švýcarsku a Itálii. V České republice byla poprvé zjištěna v roce 2017 na jihovýchodní Moravě, odkud se postupně šíří do vnitrozemí. 
V Severní Americe jsou hostitelskými rostlinami druhy z rodu ořešák (Juglans). V Evropě je významným hostitelem ořešák královský. Jako další hostitel vrtule se udává i broskvoň obecná (Prunus persica).

## Popis
Dospělci vrtule ořechové dosahují délky těla 4–7 mm. Základní zbarvení se pohybuje od žlutooranžového po světleji hnědé, na hlavě jsou u živých jedinců nápadné sytě zelené oči. Kresbu křídel tvoří čtyři široké příčné pruhy. Samice jsou robustnější než samci.
Larva je zpočátku bílá, postupně se barví do žluta. Dosahuje délky až 10 mm. 

## Škůdce
Vrtule ořechová se vyvíjí v oplodí ořešáků. Působení larev vede k černání oplodí a předčasnému opadu ořechů. Ztráty na výnosu činí okolo 50 %. V některých letech mohou larvy výjimečně zničit i celou úrodu.
Na podzim se doporučuje poškozené plody zlikvidovat, např. spálit nebo zakopat hluboko do země, aby se nerozmnožila další generace vrtulí. 
Úplnou ochranu by zajistil pouze opakovaný postřik celého stromu, což by však mohlo způsobit kontaminaci ovoce a zeleniny v okolí. Částečně mohou fungovat žluté lepové pasti.

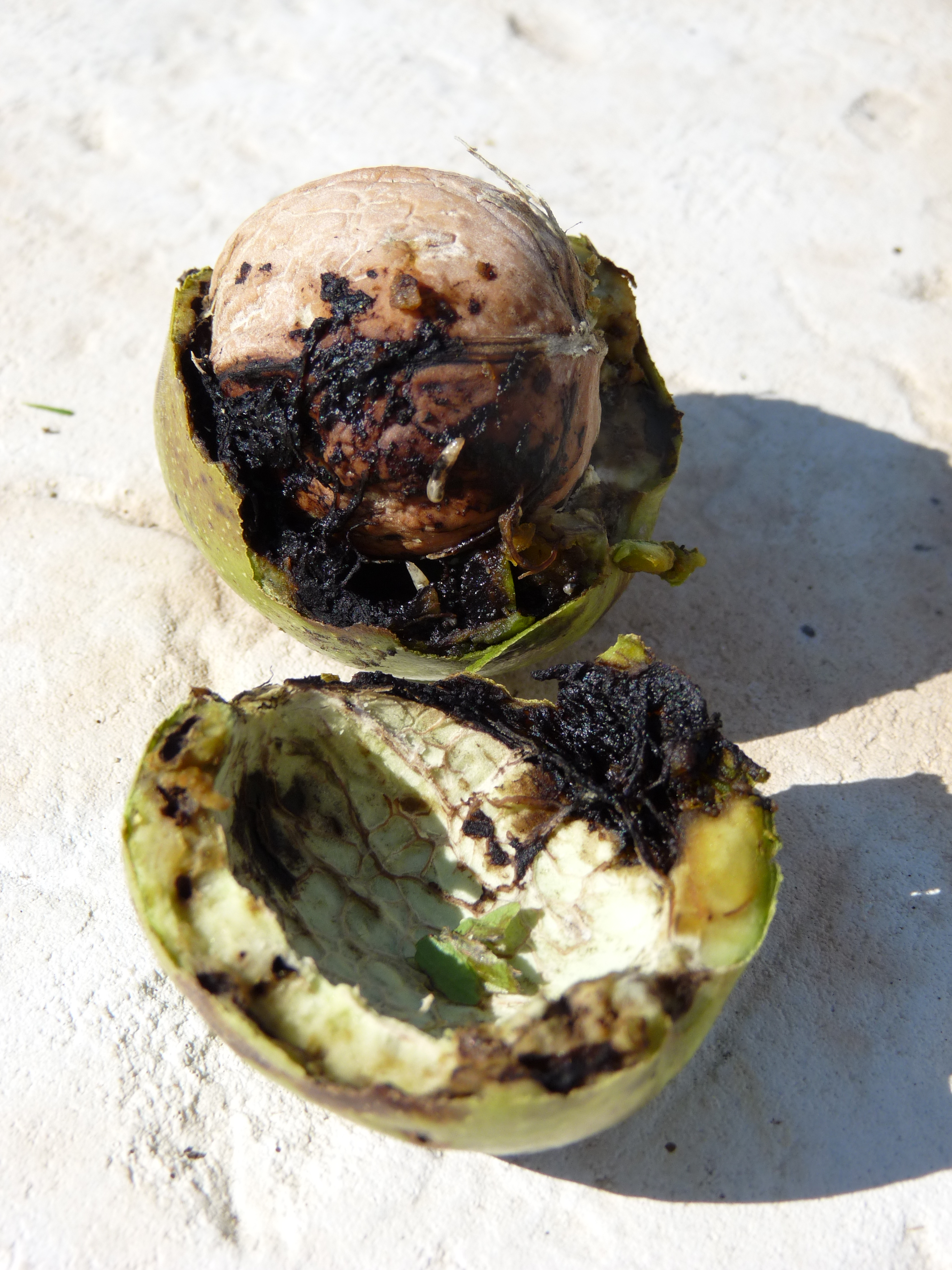
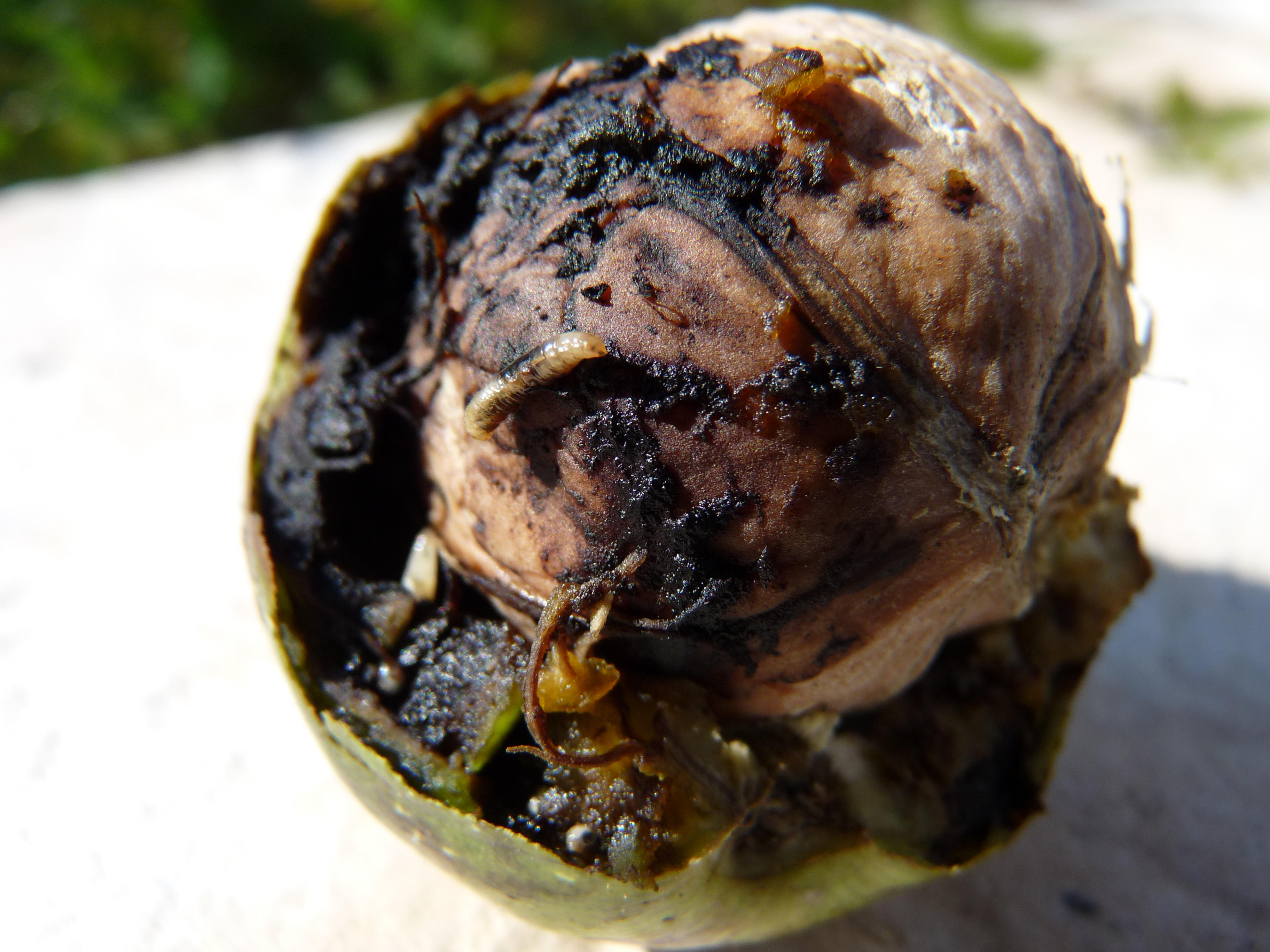
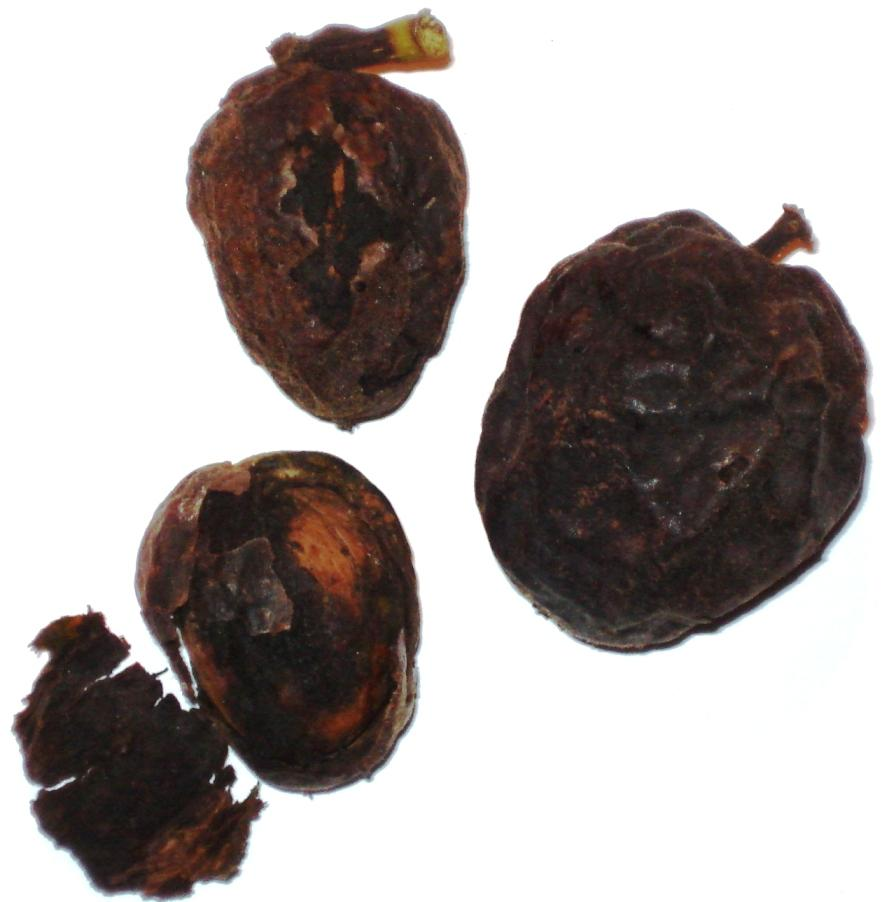

## Možnost záměny
Malým larvám vrtule jsou velmi podobné larvy mouchy zelenušky Polyodaspis ruficornis, které se také vyskytují v ořeších.
Skvrny na oplodí je možné zaměnit za projev bakteriální spály ořešáku, způsobené bakterií Xanthomonas campestris pv. juglandis, popřípadě za projev antraknózy ořešáku, kterou způsobuje houbový patogen Gnomonia leptostyla.